# مجمع شهرداران کلان‌شهرهای ایران
مجمع شهرداران کلان‌شهرهای ایران از نهادهای مربوط به شهرداری‌ها در نظام جمهوری اسلامی ایران است که با حضور شهرداران کلانشهرهای ایران تشکیل می‌شود. مسئولیت‌های این مجمع تا پیش از انقلاب در اختیار اتحادیه شهرداری‌های ایران بود و در حال حاضر در غیاب اتحادیه شهرداران ایران به تشکیل جلسه می‌پردازد. مجمع شهرداران کلان‌شهرهای ایران در ۱۴ مهر ۱۳۷۸ در مشهد تأسیس شد اما در سال ۱۳۸۵ با درخواست شهردار وقت تهران و تصویب شهرداران عضو به تهران منتقل شد.
ریاست مجمع را براساس آخرین رأی‌گیری انجام‌شده در ۳۰ آذر ۱۴۰۰ علیرضا زاکانی شهردار کلانشهر تهران بر عهده دارد. زاکانی هم احسان متولیان را به عنوان دبیر کل مجمع منصوب کرده‌است.

## وظایف
مجمع شهرداران کلان‌شهرهای ایران بر اساس موضوع مادۀ ۳۹ قانون مالیات بر ارزش افزوده تشکیل می‌شود. هدف از تشکیل آن انتقال تجارب و حفظ حقوق و منافع مشترک و عمومی شهرداری‌ها و تقویت مدیریت شهری اعلام شده است. نشست های مجمع به صورت فصلی با حضور همۀ اعضا برگزار می‌شود. همچنین متناظر با معاونت ها، ادارات کل و سازمان‌های شهرداری‌ها، کمیسیون‌های ده‌گانۀ مجمع نیز نشست‌های تخصصی خود را به صورت فصلی برگزار می‌کنند.

## اعضا
در زمان تأسیس این مجمع در سال ۱۳۷۸ شهرداران شهرهای دارای بیش از ۱ میلیون نفر جمعیت امکان عضویت در آن را داشتند. با این وجود هیئت وزیران در جلسۀ ۳۰ آبان ۱۳۸۸ تعریف کلانشهر را به شورای عالی شهرسازی و معماری ایران تفویض کرد و آن شورا نیز تعریف کلانشهر را طبق مصوبه شماره ۳۰۳۰۶-۳۳۰-۳۰۰ خود به شهرهای دارای جمعیت بیش از ۵۰۰ هزار نفر تغییر داد. به همین دلیل از سال ۱۳۸۸ شهرداران مراكز استانی که دارای این جمعیت بودند نیز به عضویت مجمع درآمدند و در حال حاضر مجمع شهرداران کلان‌شهرهای ایران دارای ۲۰ عضو است.
بر اساس مصوبۀ هیأت وزیران مؤرخۀ ۱۷ آبان ۱۳۹۶ سمت شهرداری کلان‌شهرهای بالای ۱ میلیون نفر «مدیریت سیاسی» محسوب شده و با مقامات موضوع بند (ه) ماده ۷۱ قانون مدیریت خدمات کشوری همتراز شده‌است. این بدین معنی‌ست که شهرداری کلان‌شهرهای بالای ۱ میلیون نفر جمعیت همتراز با «معاون وزیر» هستند.
| شهر      | استان             |
| -------- | ----------------- |
| اراک     | مرکزی             |
| ارومیه   | آذربایجان غربی    |
| اردبیل   | اردبیل            |
| اصفهان   | اصفهان            |
| اهواز    | خوزستان           |
| بندرعباس | هرمزگان           |
| تبریز    | آذربایجان شرقی    |
| تهران    | تهران             |
| رشت      | گیلان             |
| زاهدان   | سیستان و بلوچستان |
| زنجان    | زنجان             |
| شیراز    | فارس              |
| قم       | قم                |
| قزوین    | قزوین             |
| کرج      | البرز             |
| کرمان    | کرمان             |
| کرمانشاه | کرمانشاه          |
| مشهد     | خراسان رضوی       |
| همدان    | همدان             |
| یزد      | یزد               |